# Islas Amakusa
Las islas Amakusa (天草) son un archipiélago costero japonés localizado al suroeste de la gran isla de Kyūshū con una superficie total de 900 km², al oeste de la prefectura de Kumamoto (anteriormente la provincia de Higo), de la que está separada por el mar de Yatsushiro. Está servido por el aeropuerto de Amakusa. La ciudad más importante era Hondo, que el 27 de marzo de 2006 se fusionó con otra serie de ciudades, todas del distrito de Amakusa y la antigua ciudad de Ushibuka, para formar la nueva ciudad de Amakusa y ya no existe como un municipio independiente.
Las principales islas del archipiélago son:
- Kami-shima (上島, 32°27′13″N 130°19′36″E / 32.45361, 130.32667), con 45,08 km²;
- Shimo-shima (下島, 32°21′31″N 130°06′35″E / 32.35861, 130.10972), con 574,2 km²;
- Naga-shima (長島, 32°10′20″N 130°09′23″E / 32.17222, 130.15639), con 90,6 km²;
- Ōyano-jima (大矢野島, 32°35′15″N 130°25′50″E / 32.58750, 130.43056), con 29,88 km²;
- Shishi-jima (獅子島, 32°16′50″N 130°14′15″E / 32.28056, 130.23750), con 17,01 km²;

No hay montañas de gran altitud, pero su superficie es muy escabrosa, llegando cuatro de sus picos a 460 m. La población recurre al sistema de terrazas de cultivo con notable éxito.
Varias cristianos fueron ejecutados en relación con la rebelión Shimabara en 1637-1638 y fueron enterradas sus cabezas en estas islas. Amakusa produce un poco de carbón y buen caolín, que fue en gran medida usado en tiempos antiguos por los alfareros de Hirado y Satsuma. Hidenoshin Koyama, quien construyó la casa de Thomas Blake Glover en Glover Garden provenía de esta isla.
Hoy el Distrito de Amakusa (Kumamoto) es un distrito y Amakusa (Kumamoto) es una ciudad en Kumamoto.